# Triyatno
Triyatno (* 20. Dezember 1987 in Metro) ist ein indonesischer Gewichtheber.

## Biografie
Triyatno nahm an den Olympischen Spielen 2008, 2012 und 2016 teil. Dabei konnte er 2008 die Bronzemedaille im Federgewicht und 2012 in London die Silbermedaille im Leichtgewicht gewinnen.
Bei seinem Weltmeisterschaftsdebüt 2007 wurde Triyatno Siebter im Federgewicht. Bei seinen nächsten beiden WM-Teilnahmen Weltmeisterschaften 2009 und 2010 gewann er jeweils die Bronzemedaille im Reißen sowie im Zweikampf. Es folgten drei weitere Teilnahmen (2011, 2014, 2015).
Auch auf kontinentaler Ebene war Triyatno erfolgreich; so wurde er 2009 Asienmeister und gewann bei den Asienspielen 2010 Bronze im Leichtgewicht. Außerdem gewann er bei den Südostasienspielen 2007, 2009 und 2011 jeweils eine Goldmedaille.
Inzwischen ist er Trainer seines Schwagers Rizki Juniansyah, der 2024 in Paris Olympiasieger wurde.